# Danuta Ronczewska
Danuta Ronczewska, po mężu Adamczyk (ur. 19 października 1931 w Wilnie, zm. 2 kwietnia 2019 w Heilbronn) – polska lekkoatletka, dwukrotna mistrzyni Polski w skoku wzwyż.

## Życiorys
Uprawiała wiele konkurencji lekkoatletycznych, ale największe sukcesy odniosła w skoku wzwyż oraz w pięcioboju.  Była zawodniczką Czarnych Wrocław oraz Gwardii Wrocław.
Na mistrzostwach Polski seniorów na otwartym stadionie zdobyła cztery medale; w tym dwa złoty, jeden srebrny oraz jeden brązowy; 
- w skoku wzwyż - złoto (2-krotnie) oraz brąz
- w pięcioboju - srebro

Zdobywczyni srebrnego medalu w skoku wzwyż na halowych mistrzostwach Polski w 1951 i 1955 roku oraz brązowego medalu w trójskoku z miejsca w 1954.
Jej siostrami były lekkoatletka Iwona Ronczewska i pływaczka Maria Ronczewska, mężem lekkoatleta Edward Adamczyk.

## Rekordy życiowe
- skok wzwyż (stadion) – 1,45 (31 lipca 1949, Łódź),
- skok wzwyż (hala) – 1,44 (18 lutego 1951, Poznań).